# Jim
Jim es un nombre de pila o un hipocorístico del nombre de pila James y una forma abreviada de Jimmy.
Significa: "Podrá/seguirá/seguirá/tomará por el talón/vigilará/guardará/protegerá", "Suplantador/Asaltante", "Que Dios proteja".

## Personas
- Jim Acosta (nacido en 1971), periodista estadounidense
- Jameel "Jim" Al-Khalili (nacido en 1962), físico y autor británico
- Jim Bakker (nacido en 1940), televangelista estadounidense
- Jim Banks (nacido en 1979), representante estadounidense de Indiana
- Jim Belushi (nacido en 1954), actor estadounidense
- Jim Boeheim (nacido en 1944), entrenador de baloncesto estadounidense
- Jim Breuer (nacido en 1967), comediante estadounidense
- Jim Bridwell (1944-2018), escalador estadounidense
- Jim Broadbent (nacido en 1949), actor inglés
- Jim Brown, varias personas
  1. Jim Brown (nacido en 1936), jugador de fútbol profesional estadounidense
  2. Jim Brown, jugador de futbol americano y actor estadounidense
- Jim J. Bullock (nacido en 1955), actor estadounidense
- Jim Caldwell, varias personas
- Jim Campbell, varias personas
- Jim Cantore (nacido en 1964), meteorólogo estadounidense y personalidad televisiva al aire
- Jim Carrey (nacido en 1962), actor canadiense-estadounidense
- Jim Carroll (1949-2009), poeta y autor estadounidense
- Jim Caviezel (nacido en 1968), actor estadounidense
- Jim Clark (1936-1968), carreras británicas
- Jim Clyburn (nacido en 1940), político estadounidense
- Jim Conroy (nacido en 1970), actor de doblaje estadounidense
- Jim Courier (nacido en 1970), tenista estadounidense
- Jim Cramer (nacido en 1955), personalidad de la televisión estadounidense
- Jim Crawford (varias personas)
- Jim Croce (1943-1973), cantautor de folk y rock estadounidense
- Jim Cummings (nacido en 1952), actor de doblaje estadounidense
- Jim D'Arcy (nacido en 1919), socialista británico
- Jim D'Arcy (nacido en 1954), político irlandés
- Jim Davidson (nacido en 1953), comediante británico
- Jim Davis (nacido en 1945), dibujante estadounidense
- Jim Devine (nacido en 1953), político británico
- Jim Downey (nacido en 1952), humorista estadounidense
- Jim Doyle, varias personas
- Jim Bob Duggar (nacido en 1965), personalidad de la televisión estadounidense
- Jim Farley (nacido en 1962), director ejecutivo de Ford Motor Company
- Jim Florentine (nacido en 1964), comediante estadounidense
- Jim Fitzgerald (empresario) (1926-2012), empresario estadounidense y propietario de deportes profesionales
- Jim Fitzpatrick (desambiguación), varias personas
- Jim Furyk (nacido en 1970), golfista estadounidense
- Jim Gaffigan (nacido en 1966), comediante estadounidense
- Jim Gordon (nacido en 1945), músico estadounidense
- Jim Grabb (nacido en 1964), tenista estadounidense clasificado como número uno del mundo en dobles
- Jim Inhofe (nacido en 1934), senador estadounidense
- Jim Haadsma (nacido en 1958), político estadounidense, miembro de la Cámara de Representantes de Michigan
- Jim Hanks (nacido en 1961), actor estadounidense
- Jim Hanratty (nacido en 1936), asesino británico
- Jim Harbaugh (nacido en 1963), entrenador de fútbol americano
- Jim Haslam (nacido en 1930), empresario estadounidense
- Jim Henson (1936-1990), director de cine y titiritero estadounidense
- Jim Hopper, varias personas
- Jim Jefferies (nacido en 1977), comediante australiano
- Jim Jinkins (nacido en 1953), animador estadounidense
- Jim Johnson (desambiguación), varias personas
- Jim Jones (1931-1978), líder de una secta religiosa estadounidense
- Jim Jordan (desambiguación), varias personas
- Jim Justice (nacido en 1951), político estadounidense
- Jim Kelly, varias personas
- Jim Lang (nacido en 1950), compositor estadounidense
- Jim Letherer (1933-2001), activista estadounidense de derechos civiles
- Jim Lovell (nacido en 1928), astronauta estadounidense
- Jim Mattis (nacido en 1950), general retirado del Cuerpo de Marines de los Estados Unidos
- Jim McGovern (nacido en 1959), político estadounidense
- Jim Melchert (1930-2023), artista visual estadounidense
- Jim Moore (varias personas)
- Jim Morrison (1943-1971), poeta y cantante estadounidense de The Doors
- Jim Nabors (1930-2017), actor estadounidense
- Jim Nantz (nacido en 1959), comentarista deportivo estadounidense
- Jim Norton (desambiguación)
- Jim Parrack (nacido en 1981), actor estadounidense
- Jim Parsons (nacido en 1973), actor estadounidense
- Jim Ramey (nacido en 1957), jugador de fútbol americano
- Jim Reeves (1923-1964), cantante y compositor estadounidense
- Jim Rogers (nacido en 1942), empresario y escritor estadounidense
- Jim Rohn (1930-2009), empresario estadounidense
- Jim Schwartz (nacido en 1966), entrenador de fútbol americano
- Jim Sturgess (nacido en 1978), actor inglés
- Jim Guy Tucker (nacido en 1943), político estadounidense
- Jim Varney (1949-2000), actor estadounidense
- Jim Wise (nacido en 1964), actor estadounidense

## Personajes ficticios
- Jim, uno de Los Azules de Angry Birds
- Jim, uno de los dos personajes principales de la novela clásica Las aventuras de Huckleberry Finn
- Jim Bell, personaje de la comedia británica Friday Night Dinner.
- Jim Block, personaje de la película estadounidense Final Destiny 5
- Jim Wilson, personaje de los cómics Marvel
- Jim Halpert, personaje de la versión estadounidense de la comedia de televisión The Office.
- Jim Hawkins, protagonista de la novela de Robert Louis Stevenson, La Isla del Tesoro.
- Jim Hopper, personaje de la serie de televisión Stranger Things
- Jim Robinson, personaje de la telenovela australiana Neighbours
- Jim Lahey, supervisor de un parque de caravanas en Trailer Park Boys
- Jim Lake Jr, protagonista de Trollhunters: Tales of Arcadia
- Jim Raynor, personaje de StarCraft II: Wings of Liberty.
- Jim Rockford, personaje de la serie de televisión The Rockford Files.
- Jim Morita, personaje de los cómics estadounidenses publicados por Marvel Comics.
- Jim Ignatowski, personaje de la serie de televisión de los años setenta Taxi
- Jim Clancy, personaje de Ghost Whisperer
- Jim Walsh, personaje de Beverly Hills, 90210
- James Donovan Halliday, personaje de la novela Ready Player One.
- Earthworm Jim, personaje principal de la serie Earthworm Jim.